# إكواتور
إكواتور هي واحدة من مقاطعات جمهورية الكونغو الديمقراطية السابقة منذ عام 1966 حتى 2015، تقع في شمال البلاد وتحدها جمهورية الكونغو من الغرب، وجمهورية أفريقيا الوسطى من الشمال وأيضا في الشرق مقاطعة أوريونتال, ومن الجنوب كاساي الشرقية وكاساي الغربية ومحافظة بانداندو، كلمة «إكواتور» هي كلمة فرنسية لـ خط الإستواء الذي يقع على بعد أقل من 4 كيلومتر (2.5 ميل) جنوب عاصمة المحافظة مبانداكا.

محافظة إكواتور السابقة

- تبلغ مساحة محافظة إكواتور 403,292 كم2 وهي (ثالث أكبر مقاطعة سابقاً في الكونغو الديمقراطية).
- تبلغ عدد سكان المنقطة 7,501,902 مليون نسمة وهي (ثالث أكبر المقاطعات سابقاً في الجمهورية).

تم تقسيم المقاطعة عام 2015 إلى خمسة مقاطعات بحيث تم تصغير كيان المقاطعة إلى مقاطعة إكواتور بالإضافة إلى مقاطعات مونغالا وتشوبا ونورد أوبانجي وسود-أوبانجي.